# Modelka dużych rozmiarów

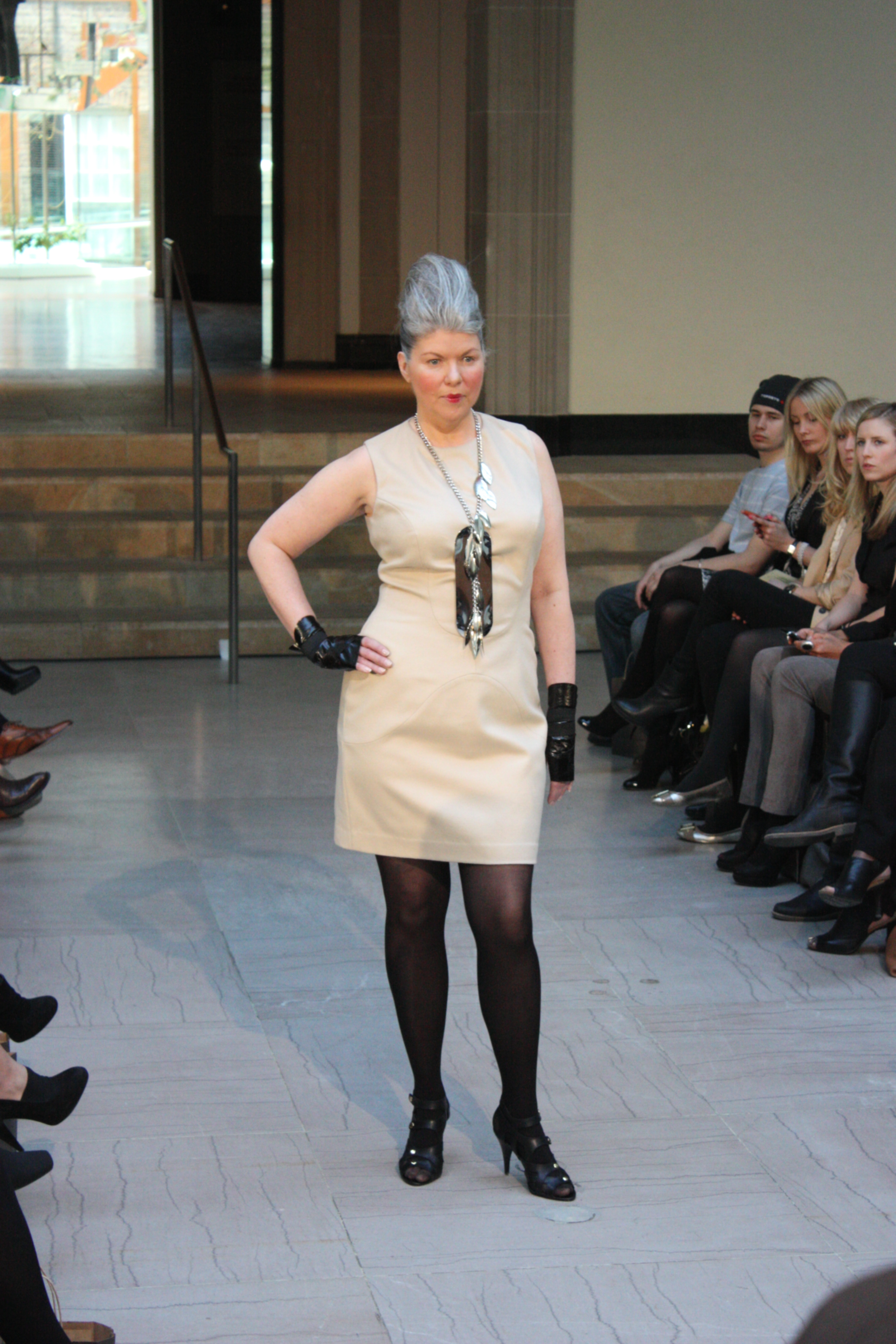
Modelka dużych rozmiarów

Modelka dużych rozmiarów (z ang. plus-size model) – kobieta (modelka) z nadwagą lub otyłością specjalizująca się w promocji ubrań dużych, obszernych, w szczególności prêt-à-porter.

## Rozmiary
Generalnie występują rozmiary od 40 do 52, najczęściej od 42 do 46 – daleko od rozmiaru 34 u modelek z haute couture.

## Modelki
Mało modelek może sobie pozwolić na luksusowe życie, pracując w tym zawodzie. Spośród najbardziej znanych kobiet zajmujących się tą pracą można wymienić: Charlotte Coyle, Crystal Renn, Emme i Whitney Thompson. Okazjonalnie zajmowały się tym także: Anna Nicole Smith, Jordin Sparks, Mia Tyler i Queen Latifah.
Istnieją agencje zatrudniające modelki dużych rozmiarów.